# Oviedói gázgyár
Az 1985-ben bezárt ovideói gázgyár a spanyolországi Oviedo egyik ipartörténeti emléke.

## Története
Az oviedói utcák gázzal működő közvilágításának története 1854-ben kezdődött, amikor Francisco Gutiérrez már állított elő gázt, ezzel pedig egy Cimadevilla utcai lámpát üzemeltetett. Egy évvel később a gázvezetéket meghosszabbították, 1856-ban pedig már a színházakba és egyéb középületekbe is bevezették 1857-ben megalakult a Sociedad del Gas („Gáztársaság”), a következő évben pedig megalapították a gázgyárat. Van olyan forrás, amely szerint a területen már az 1830-as években is létesültek hasonló célú építmények.
A következő mintegy száz évben a gyár folyamatosan bővült, a régi építmények jó része eltűnt, de időről időre újabb és újabb épületeket emeltek: 1899–1900-ban épült Dimas Cabeza mérnök tervei alapján a ma is látható épületek közül az egyik legrégebbi, a félköríves ablakok sorával díszített pavilon, majd a főépület (Joaquín Vaquero Palacio), szervizépületek (Miguel García Lomas-Somoano) valamint egy előtető és egy betonlépcső (Ildefonso Sánchez del Río). Az egyik leglátványosabb elem, egy hatalmas gáztartály, az 1950-es évek végén épült.
A gyár az 1980-as évekre veszteségessé vált, ezért 1985. július 9-én tulajdonosa, az Hidrocantábrico bezárta. Helyén lakások építését is tervezték, valamint akartak belőle ipartörténeti múzeumot is kialakítani, de sokáig egyik sem valósult meg, és a bezárt gyárépületek évtizedekig pusztultak. Kulturális célú hasznosítására 2007-ben is született terv, amelyet 2012-ben hagyott jóvá a városi képviselőtestület.